# Bagno (województwo lubuskie)
Bagno (niem. Bruchdorf) – wieś w Polsce położona w województwie lubuskim, w powiecie wschowskim, w gminie Sława.
W okresie Wielkiego Księstwa Poznańskiego (1815-1848) miejscowość wzmiankowana jako Bagno (Bruchdorf) należała do wsi większych w ówczesnym powiecie babimojskim rejencji poznańskiej. Bagno należało do kaszczorskiego okręgu policyjnego tego powiatu i stanowiło część majątku Kaszczor, który należał wówczas do rządu Królestwa Prus w Berlinie. Według spisu urzędowego z 1837 roku Bagno liczyło 153 mieszkańców, którzy zamieszkiwali 26 dymów (domostw).
W latach 1975–1998 miejscowość administracyjnie należała do województwa zielonogórskiego.